# Ћутање управе
„Ћутање управе“ је посебан облик пропуштања рада управе. "Ћутање управе" спада у Управно право. Ћутањем органи управе одступају од начела законитости, па је такво понашање окарактерисано као правно недопуштено.  Међутим, законодавац правно регулише заштиту против „ћутања управе“, али је посебно не санкционише као нелегално понашање.
"Ћутање“ јесте повреда законом прописаних инструкционих рокова у управном поступку за доношење управних аката од стране надлежних органа и пропуштање рокова за предузимање правним нормама регулисане обавезе управне делатности.
„Ћутања управе“ јавља се у четири облика: код доношења првостепеног управног акта; код доношења другостепеног управног акта; код извршења правноснажне судске пресуде у управном спору; код издавања јавних уверења.
Постоје три модела законског регулисања овог института: „ћутање“ као негативан акт управе – схвата се као да је захтев странке одбијен; „ћутање“ као позитиван акт управе – схвата се као да је управа решила у корист странке; „ћутање“ као разлог за преношење (поверавање или преузимање) надлежности.